# 5779 Schupmann
5779 Schupmann è un asteroide della fascia principale. Scoperto nel 1990, presenta un'orbita caratterizzata da un semiasse maggiore pari a 3,0083225 UA e da un'eccentricità di 0,0758792, inclinata di 10,95301° rispetto all'eclittica.
L'asteroide è dedicato all'ottico tedesco Ludwig Ignaz Schupmann.